# Combat des îles Cocos
 (juillet 2009).
Première Guerre mondiale
Batailles
Batailles des océans Pacifique et Indien
- Fanning
- Zanzibar (en)
- Madras
- Papeete
- Tsingtao
- Rufiji
- Penang
- Coronel
- îles Cocos
- Más a Tierra

Le combat des îles Cocos est une bataille livrée le 9 novembre 1914, pendant la Première Guerre mondiale, dans l'océan Indien, au large des îles Cocos, entre le croiseur de la Royal Australian Navy HMAS Sydney, commandé par le capitaine de frégate John C.T. Glossop, et le croiseur léger de la Marine impériale allemande SMS Emden, commandé par le korvettenkapitän Karl von Müller (en). C'est le premier combat, dans ce conflit, de la jeune Marine australienne.

## Le fil des événements

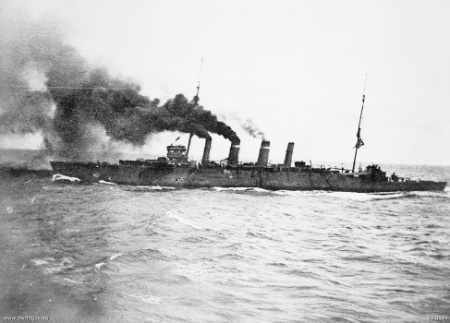
Le croiseur HMAS Sydney en route vers Rabaul (1914).

Le croiseur Emden détaché de l'escadre allemande d'Extrême-Orient menait depuis le début de la guerre une brillante guerre de corsaire dans l'océan Indien, coulant 18 navires marchands ainsi qu'un croiseur russe et un destroyer français lors du combat de Penang, le 28 octobre 1914. L'amirauté britannique voulut mettre un terme aux exploits de ce fléau, lançant plusieurs navires aux trousses du corsaire.
Celui-ci atteint les îles Cocos dans l'intention de faire du charbon auprès d'un ravitailleur et de détruire la station télégraphique de l'Eastern Telegraph Company qui s'y trouve. Cette station était reliée à trois câbles sous-marins, vers l'Australie, l'île Maurice et la Malaisie, justifiant son intérêt pour les Allemands. L'Emden envoie à terre un détachement de 47 hommes et trois officiers sous la direction du commandant en second, le lieutenant de vaisseau Hellmuth von Mücke. La station n'a pas de moyens de défense, mais a cependant le temps d'envoyer un court SOS à 6h55. Vu l'urgence, le message ne fut même pas codé. L'Emden essaya de brouiller le message, mais en vain. Par chance pour les Britanniques, un convoi se trouve non loin, au nord. L'un des quatre croiseurs qui l'escortent, le HMAS Sydney, est dérouté pour voir. Il découvre l'insaisissable croiseur, dans le lagon, occupé à essayer de récupérer la troupe qu'il avait mise à terre.
Les vigies du navire allemand ont d'abord cru que l'arrivant était leur navire ravitailleur. Ils avaient en effet capturé précédemment, le 27 septembre, un navire charbonnier affrété par l'Amirauté britannique, le Buresk, avec 4 300 tonnes de charbon. Il arrivera sur les lieux, mais à la fin du combat et n'aura plus qu'à se saborder pour éviter la capture ! Dans l'intervalle, il aura retardé le Sydney dans son combat, l'empêchant de débarquer sur l'île avant la nuit et permettant donc la fuite de la compagnie de débarquement allemande.
La méprise reconnue, l'Emden appareille, abandonnant à terre ses marins. Le combat s'engage à une distance d'environ 3 000 mètres, favorisant le navire australien.
C'est l'Emden qui touche le premier son adversaire en détruisant un canon et le télémètre du Sydney, mais l'artillerie du Sydney surpasse largement celle du corsaire. Le navire allemand est armé de canons de 105 mm quand ceux du navire australien sont de 152 mm, portant donc plus loin et disposant d'obus plus puissants. Il faut douze salves au navire australien pour régler son tir et en deux heures de combat, l'Emden sera touché près d'une centaine de fois.

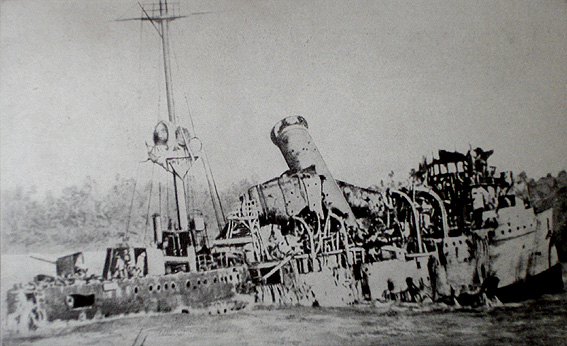
Épave du SMS Emden.

L'Allemand désemparé finit par s'échouer pour éviter le naufrage. Constatant que le pavillon allemand n'a pas été amené, le capitaine de frégate Glossop, qui commande le Sydney, ordonne la réouverture du feu (Glossop dira par la suite qu'il s'est senti comme un meurtrier à la suite de cet ordre). Rapidement les marins du navire allemand hissent le drapeau blanc. 
131 marins allemands perdirent la vie dans l'engagement et 65 furent blessés ; les Australiens déplorèrent la mort de trois d'entre eux et eurent huit blessés.
Le capitaine de corvette Müller, qui survécut à la bataille, quitta en dernier le pont ravagé de son navire et demeura prisonnier de guerre jusqu'à la fin du conflit. Cet officier avait accompli sa tâche non seulement avec compétence mais aussi et surtout avec la plus grande humanité : les navires marchands attaqués n'étaient coulés qu'après que leurs équipages ont été transportés sains et saufs à bord de l'Emden pour être libérés ensuite dans les ports où ce dernier faisait relâche. Ce comportement lui valut le respect et l'estime de ses adversaires.
Pendant le combat, l'équipe débarquée à terre, sous le commandement du second Hellmuth von Mücke, pour détruire les câbles télégraphiques, réalisa très vite que le destin de l'Emden, confronté à plus rapide et mieux armé que lui, était scellé.
Von Mücke et ses hommes s'emparèrent alors d'un petit trois-mâts goélette de cabotage, l'Ayesha, et réussirent à fausser compagnie au HMAS Sydney à la faveur de la nuit, puis à traverser à la voile l'océan Indien et la mer Rouge dans des conditions très aventureuses avant de traverser les déserts d'Arabie et finalement rejoindre le cuirassé allemand SMS Goeben basé à Istanbul sous le commandement de l'amiral Wilhelm Souchon.